# Batalha de Sutul
A Batalha de Sutul (em latim: Suthul) foi travada em 110 a.C. entre uma força romana liderada pelo pretor Aulo Postúmio Albino e os númidas liderados pelo rei Jugurta.

## Contexto
Depois da Terceira Guerra Púnica, Roma conseguiu anexar grandes extensões de terra no norte da África e boa parte delas foi concedida ao Reino da Numídia, um reino vizinho cuja localização corresponde à da moderna Argélia, como agradecimento pelo apoio de Massinissa durante a guerra. A Guerra de Jugurta foi um conflito que consolidou a pacificação da região e que permitiu aos romanos se expandirem no continente até as barreiras naturais do deserto do Saara e da Cordilheira do Atlas. Depois que Jugurta, um neto de Massinissa, tentou usurpar o trono da Numídia, os romanos se viram obrigados a intervir. Jugurta tentou subornar os romanos para que aceitassem sua posição, mas só conseguiu a metade ocidental do Reino. A outra metade ficou para Aderbal, seu meio-irmão e filho natural do antigo rei. Depois de novas agressões de Jugurta e mais tentativas de suborno, os romanos enviaram um exército para enfrentá-lo.

## Batalha
Em 110 a.C., o cônsul Espúrio Postúmio Albino invadiu a Numídia, mas foi obrigado a voltar para Roma para preparar as eleições consulares. Antes de partir, Espúrio deixou seu irmão, Aulo Postúmio Albino no comando da província, do exército e da guerra contra Jugurta. Aulo tinha esperanças de terminar logo a guerra ou de forçar que Jugurta pagasse um suborno por medo do exército romano, e, no mês de janeiro, fez os soldados atravessarem, em marcha forçada, apesar do inverno, para chegar à cidade de Sutul (perto da moderna Guelma, na Argélia), onde estava o tesouro real númida. Porém, ele não conseguiu tomar a cidade nem de sitiá-la por causa do clima e das defesas da cidade; contudo, talvez como blefe ou por ambição, Aulo começou a montar máquinas de assalto.
Jugurta estava ciente da arrogância e da incompetência do comandante romano e jogou com isso, enviando emissários enquanto movia seu exército por caminhos ocultos dos romanos. Ele também induziu Aulo a deixar Sutul enquanto enviava subornos para os centuriões e comandantes da cavalaria romanos para que desertassem.
No meio da noite, Jugurta cercou o acampamento romano com uma multidão de númidas. Com os romanos em pânico e ou desertando, os númidas invadiram o campo romano e pilharam suas posses. Jugurta ofereceu a Aulo a opção de rendição para que os romanos retornassem em dez dias, o que foi aceito por Aulo. Logo em seguida, exigiu ser reconhecido como o verdadeiro rei da Numídia, mas o Senado Romano recusou.

## Consequências
Apesar desta derrota inicial, os romanos, desta vez liderados pelo cônsul Quinto Cecílio Metelo conseguiram uma vitória na Batalha do Mutul e, mais tarde, em Cirta e Tala. A guerra acabou quando Jugurta foi capturado por seu sogro e antigo aliado, Boco I da Mauritânia, que negociou com o general romano Caio Mário através de seu jovem questor Lúcio Cornélio Sula.